# 中国土地制度
中国土地制度一直关系到中国基本的社会问题。从先秦时代起至中华人民共和国时期，土地一直与中国的社会生活息息相关。土地是一种有限的資源，尤其在以农业经济为主的社会中，土地更显得重要。

## 先秦时期
先秦时代，中国的土地制度主要有“井田制”和秦国商鞅变法的“废井田、开阡陌”。

## 西汉至明清
西汉初期土地私有化，人身自由的自耕农。土地兼并问题的出现，董仲舒“限田”建议。西汉末期，王莽“王田制”改革。
北魏、隋、唐实行均田制。
南宋贾似道的买公田改革。
最早实行屯田制的是三国曹魏。
明朝初年朱元璋大力开展屯田，后於嘉靖年间始开“一条鞭法”。《明史·食货志》：“一条鞭法者，总括一州之赋役，量地计丁，丁粮毕输于官，一岁之役，官为佥募，力差则计其工食之货，量为增减，银差则计其交纳之费，加以增枆。凡额办、派办、京库岁需与存留供亿诸费，以及土贡方物，悉併一条。皆计亩征银折办于官，故谓之一条鞭法。”将过去按地、户、丁分别征收实行、征发徭役的赋役制度，改为按土地、人丁征收货币与白银；将过去由纳税户轮流征收解运改为官府自行征收解运。有专家指出：“从历史看来，一条鞭法的产生，它的最初和最主要的目的是为改革役法，田赋方面的改革是由于役法的改革而来的。”后于明末农民战争中，李自成政权提出“均田”。
清朝初年，清政府承认一些农民对原明朝藩王土地的占有和耕种，向其征收赋税。这种土地被称为更名田。这实际上是一种小范围的变相土改，有利于民生和社会稳定。同时，八旗以圈占無主荒地为名的大量圈地，侵占汉族民众的土地，直到康熙二十四年最终结束。太平天国太平天国定都天京后，于1853年颁布《天朝田亩制度》。

## 中华民国大陆时期
孙中山的三民主義的“民生主義”中有“平均地權”的思想，但在當時未能很好地施行。

### 民國時期中共的政策
| 年份（公元）     | 事件                                                                                             |
| 1928年12月       | 在蘇區頒布《井岡山土地法》。                                                                     |
| 1929年2月        | 修改《井岡山土地法》， 頒布《興國土地法》， 改“没收一切土地”为“没收一切公共土地及地主阶级土地”。 |
| 1929年7月        | 中共闽西第一次代表大会决议， 规定「自耕农的田地不没收」。                                        |
| 1931年           | 中共苏区中央局发出 《土地问题与反富农策略》通告。                                                |
| 1937年2月        | 為爭取廣大民眾支持， 中共在《致国民党三中全会电》中， 承诺“停止没收地主土地的政策”。             |
| 1937年 至 1945年 | 推行「減租減息」。                                                                               |
| 1946年 5月4日    | 发出《关于清算减租及土地问题的指示》， 没收地主土地分配给农民， 以達到「耕者有其田」的效果。     |
| 1947年           | 中共中央頒佈《中国土地法大纲》。                                                                 |
| 1950年           | 中央人民政府颁布《土地改革法》。                                                                 |
| 1980年代         | 中共承认由农民自发推行的 “家庭联产承包责任制”。                                                  |
| 1982年12月       | 全國人大修訂憲法，規定城市土地屬於國家所有。                                                     |
| 2006年           | 农业税彻底取消。                                                                                 |

中共早在建國之前，便開始爭取贫雇农的支持、联合中农，限制富农，保护中小工商业者，以消灭地主為目標。1928年12月，毛泽东在井冈山颁布了《井冈山土地法》，宣布禁止買賣土地，並沒收一切土地。由於該措施打擊面過大，而且土地所有權属政府而不是属农民，因而得不到民眾的支持，故此中共改弦易張，修改《井冈山土地法》中不合理的部分，例如没收一切土地的规定，改为「没收一切公共土地及地主阶级的土地」，並在1929年2月頒布《興國土地法》。
1929年7月，中共闽西第一次代表大会的决议规定「自耕农的田地不没收」，并提出“抽多补少”的原则，1931年2月，毛泽东按中央决定又批示各级政府发出公告，“说明过去分好的田（实行抽多补少，抽肥补瘦了的）即算分定。得田的人，即由他管所分得的田，这田由他私有，别人不得侵犯。以后一家的田，一家定出，生的不补，死的不退，租借买卖，由他自主。”这样又改变了《井冈山土地法》中关于土地所有权属于政府而不属于农民，农民只有使用权，禁止土地买卖的规定。
蘆溝橋事變發生前，中共為了爭取廣大民眾支持，建立抗日民族统一战线，在1937年2月的《致国民党三中全会电》中，承诺“停止没收地主土地的政策”。抗战时期，在敌后抗日根据地实行减租减息的土地政策，以减轻农民负担，改善农民生活。
第二次国共内战前的1946年5月4日，中共中央发出《关于清算减租及土地问题的指示》（即“五四指示”），将减租减息的政策改为没收地主土地分配给农民的政策，以達到「耕者有其田」的效果。1947年12月，在党的十二月会议，毛泽东强调在土改中必须注意两个基本原则：一是必须满足贫农的要求；二是必须团结中农。1948年4月，毛泽东在晋绥干部会议的讲话中，提出了中国共产党在新民主主义革命时期的土地改革总路线和总政策：依靠贫农，团结中农，有步骤地、有分别地消灭封建剥削制度。

## 中华人民共和国时期
中共在大陸地區建國之後，其土地政策相比古代中國，有著根本性的變化。古代中國重視「安土重遷」，注重產權穩定及繼承長久，保存宗族及村社，避免人口遷徙，雖然有「普天之下，莫非王土」的說法，但由於皇權通常難以伸入基層，因此古時的土地是事實上的私有財產。1950年，为了消除土地高度集中的现象，中央人民政府制定了《中华人民共和国土地改革法》，此後继续推行土地改革运动，将地主、富农的土地分给所有农民；在不久后的三大改造过程中，农民土地所有制被转变为土地集体所有制，農村的土地私有制被取消，土地收歸村集體所有。
自鄧小平宣布改革開放後，農村家庭联产承包责任制开始推行，實現了「包產到戶」、「包幹到戶」，土地的所有權仍歸村集體，但使用權分給戶。城市方面，中国在1982年12月4日修訂《中华人民共和国宪法》（八二宪法），其第十條規定：「城市土地屬於國家所有，農村土地，宅基地和自留地屬於集體所有」，這條憲法條文將城市土地國有化，在制度上消滅了土地私有制。

## 中国历代土地赋税制度
- 以人丁为主要征收对象：如西汉的编户制度、北魏的租调制、隋唐的租庸调制；
- 以土地和财产为主要征收对象：如初税亩、两税法、方田均税法、明朝的一条鞭法、清朝的地丁银、改革开放前期的两上缴；
- 以货币为征收标准：如募役法、一条鞭法、地丁銀

## 外部連結
- 赵冈：〈中国传统社会地权分配的周期波动（页面存档备份，存于）〉。
- 趙岡：〈中國傳統社會的地權分配（页面存档备份，存于）〉。
- 赵冈：〈清代前期地权分配的南北比较（页面存档备份，存于）〉。
- 赵冈：〈地权分配之太湖模式再检讨（页面存档备份，存于）〉。
- 赵冈：〈估算江苏长洲田皮产权分配（页面存档备份，存于）〉。
- 赵冈：〈清末兰溪的地权分配（页面存档备份，存于）〉。
- . 学科网.[]

## 延伸阅读
[在维基数据编辑]
 《欽定古今圖書集成·經濟彙編·食貨典·田制部》，出自陈梦雷《古今圖書集成》